# Ai Khương
Ai Khương (chữ Hán: 哀姜, ? - 660 TCN), thị Tề (齐), tính Khương (姜), hiệu là Ai (哀), là phu nhân của Lỗ Trang công thời Xuân Thu trong lịch sử Trung Quốc. Theo Liệt nữ truyện, câu chuyện của nàng được liệt vào Nghiệt bế truyện (孽嬖傳), là một trong những họa thủy ảnh hưởng đến sự nghiệp Đế vương của các quân chủ thời Tiên Tần.

## Được gả cho Lỗ công
Theo Sử ký, Ai Khương là con gái của Tề Tương công, cháu gọi Tề Hoàn công bằng chú. Bà có người cô ruột là Văn Khương đã lấy Lỗ Hoàn công, sinh ra Cơ Đồng. Khi đó, Văn Khương tư thông với cha của Ai Khương là Tề Tương công, khi bị Lỗ Hoàn công biết, Tề Tương công bèn giết Hoàn công.
Người em họ của bà là Cơ Đồng lên nối ngôi, tức là Lỗ Trang công, khi đó 13 tuổi. Để hai nhà thêm thân, sau đó Văn Khương bắt Lỗ Trang công lấy con gái Tề Tương công, đó là Ai Khương. Vì Ai Khương còn nhỏ, Lỗ Trang công bị muộn con, lại lấy cả em gái Ai Khương là Thúc Khương (叔姜).
Ai Khương được lập làm Phu nhân (夫人), nhưng không có con. Em gái Ai Khương là Thúc Khương sinh được một con trai là Cơ Khải.

## Tư thông với Khánh Phụ
Năm 662 TCN, Lỗ Trang công mất, con là Cơ Ban lên nối ngôi. Ai Khương thông dâm với em của Lỗ Trang công là Công tử Khánh Phụ (庆父).
Hai người bàn nhau lập con của em Ai Khương (Thúc Khương) là Công tử Khải lên ngôi, do đó Khánh Phủ dự định giết Cơ Ban. Khi Cơ Ban vừa lên ngôi được 2 tháng thì bị chú là Công tử Khánh Phụ sai một người tên là Lạc giết chết tại nhà mẹ đẻ là Đảng Thị. Cơ Khải được lập, tức là Lỗ Mẫn công.
Khánh Phụ được làm phụ chính, một người em khác của Lỗ Trang công là Công tử Quý Hữu (季友) vốn ủng hộ lập Công tử Ban phải chạy sang nước Trần. Khánh Phụ muốn tự mình làm Công tước, lại bàn với Ai Khương muốn cướp ngôi của Mẫn công. Ai Khương đồng tình.
Năm 660 TCN, Khánh Phủ sai thủ hạ là Bốc Kỳ mang quân tập kích giết chết Lỗ Mẫn công tại cửa cung. Công tử Quý Hữu nghe tin, vội từ nước Trần trở về nước Lỗ, đón Công tử Thân chạy sang nhà Chu bá cáo và cầu cứu.
Khánh Phụ tuy giết được Mẫn công nhưng bị người trong nước căm ghét và muốn giết, nên sợ hãi cùng Ai Khương bỏ chạy sang nước Cử, còn Ai Khương chạy đi nước Chu. Khi ấy, Quốc chúa nước Cử (đời thứ 12) đuổi Công tử Khánh Phủ không dung nạp. Quý Hữu trở về nước, lập Công tử Thân làm Tân chúa, tức Lỗ Hi công. Khánh Phủ nhờ Công tử Ngư (公子魚) nước Lỗ xin hộ cho về nước, nhưng Quý Hữu không thuận. Khánh Phủ cùng đường phải thắt cổ tự vẫn.
Năm 660 TCN, chú Ai Khương là Tề Hoàn công đang làm Bá chủ chư hầu, nghe tin Ai Khương đồng mưu với Khánh Phủ làm loạn nước Lỗ, bèn gọi Ai Khương về nước Tề và giết chết.
Ai Khương hoạt động trong khoảng gần 30 năm, không rõ bao nhiêu tuổi.